# Jadwiga Kołdras-Gajos
Jadwiga Kołdras-Gajos (ur. 3 września 1959 w Skoroszycach) – polska hokeistka na trawie, bramkarka, olimpijka.
Córka Władysława Kołdrasa i Józefy ze Słowiaków, siostra Haliny (również hokeistki), ukończyła Zasadniczą Szkołę Handlową w Nysie, uzyskując zawód sprzedawczyni (1974). Hokej uprawiała w latach 1974-1982 w barwach klubu LZS Plon Skoroszyce, zdobywając srebrny (1978) i cztery brązowe (1976, 1977, 1979, 1981) medale mistrzostw Polski na otwartych boiskach (była również halową wicemistrzynią Polski w 1978 i 1980).
W latach 1978–1981 wystąpiła w 8 meczach reprezentacji narodowej. Była w kadrze Polski na igrzyska olimpijskie w Moskwie w 1980, gdzie wystąpiła w przegranym meczu z ZSRR (0:6). Polski zespół, w którego składzie znalazła się także jej siostra Halina, zajął ostatnie, 6. miejsce.
Wcześnie zakończyła karierę sportową. Jest zamężna (mąż Mieczysław Gajos), ma córkę (Ewelinę, ur. 1983).